# Papillaria wallichi
Papillaria wallichi là một loài Rêu trong họ Meteoriaceae. Loài này được (Brid.) Renauld & Cardot mô tả khoa học đầu tiên năm 1896.